# 岩崎喜勢
岩崎 喜勢（いわさき きせ、弘化2年2月10日（1845年3月17日） - 大正12年（1923年）4月8日）は、江戸時代末期（幕末）から大正にかけての女性。三菱財閥（三菱グループ）の祖・岩崎弥太郎の妻。

## 生涯
弘化2年（1845年）、土佐国長岡郡三和村浜改田（現・高知県南国市）郷士・高芝重春（玄馬）・徳夫妻の次女として誕生。
生まれて間もなくに父・重春が死去したため、母・徳は安芸郡井ノ口村（現・高知県安芸市）郷士の久萬氏に再嫁し、喜勢は吾川郡御畳瀬村（現・高知県高知市）に住む叔父の高芝小七郎・古馬夫妻によって養育された。
文久2年（1862年）、母の再嫁先である久萬直勝と吉村喜久次・はつ夫妻（岩崎弥太郎の姉夫婦にあたる）の仲介・媒酌によって土佐藩の地下浪人・岩崎弥太郎に嫁いだ。弥太郎との間に長女・春路（加藤高明夫人）、長男・久弥（三菱の3代目総帥）、次女・磯路（木内重四郎夫人）の1男2女をもうけ、家庭では義父・弥次郎や義母・美和によく仕えたといわれている。喜勢は明治7年に東京府に移転するまで美和達と土佐で暮らした。
維新後の明治7年（1874年）、東京府（現・東京都）に転居。自邸内に雛鳳館を作って子女（養子や弥太郎の妾腹の子を含む）の教育を行い、また美和とともに真言律宗の釈雲照に帰依し、十善会・婦人正法会を発足した。
大正12年（1923年）、死去。墓所は東京都豊島区の染井霊園（のちに染井霊園に隣接する岩崎家の墓地に改葬されている）。

## 演じた女優
- 月影瞳 - 宝塚歌劇団（原作：本宮ひろ志）「猛き黄金の国」（2001年雪組）
- マイコ - NHK大河ドラマ「龍馬伝」（2010年）